# 津軽森林鉄道

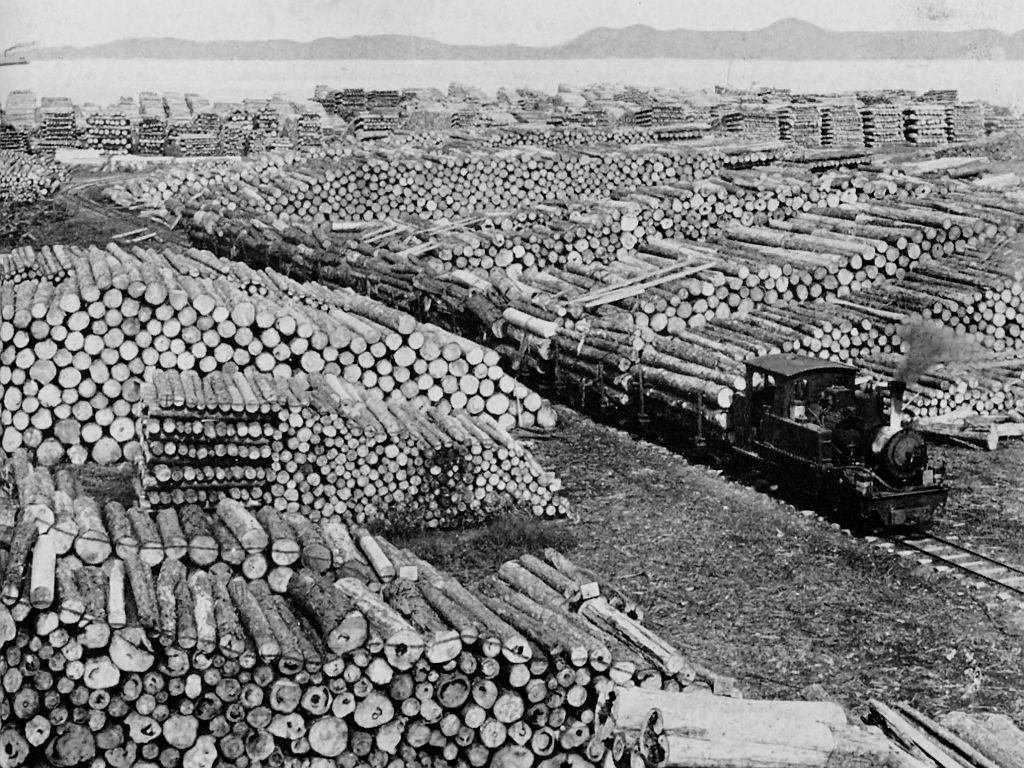
津軽森林鉄道起点・青森貯木場

津軽森林鉄道とは、青森県の津軽半島一帯に路線を持っていた、日本初の森林鉄道である。1906年に着工され、1908年に蟹田 - 今泉の一部が開業。翌1909年に青森貯木場から喜良市（きらいち）までの幹線67kmが完成した。支線を含めた総延長は283kmに及んだ。2017年度に林業遺産に認定された。

## 路線データ
- 幹線 青森市沖館 - 五所川原市金木町喜良市間 67km
- 内真部支線 青森市清水 - 同市内真部（うちまんぺ）間 6.4km
- 新城支線 青森市岡町 - 同市新城間 7.5km
- 後潟支線 青森市六枚橋 - 同市後潟 3.4km
- 六枚橋支線 青森市小橋 - 同市後潟 2.1km

ほか支線多数。全て青森県内。

## 建設の経緯
津軽半島のヒバ林は日本三大美林の一つとして知られ、藩政時代には木材として出荷されるとともに、「御留山（おとめやま）」として保護育成されていた。このうち伐採が禁止されていたり、切り倒したヒバを流して運び出すのに適切な河川が近くになかったりした区域には、未利用のヒバが多く残っていた。
当時の津軽地方の木材の輸送方法は、原始的な流送（管流、いかだ流し）であり、冬期間に雪橇によって山地から流送に適した地点に集められた木材は、春先の雪解け水により増水した河川に放流された。源流から海までの距離が短く、急峻で水量の少ない河川しかない津軽半島では、流送できる期間が春先の増水期に限られた。また、水深が浅いため、流送による木材の損傷・紛失も多く、また流送の途中で橋梁や耕地等に損害を与えることも多く、計画的な林業経営ができないほど輸送力は脆弱だった。
1891年（明治24年）に東北本線、同27年には奥羽本線と鉄道が相次ぎ開通し、その終点である青森市が木材や海産物の集散地として発展するようになると、津軽半島のヒバ材も青森市へ集められ、鉄道により県外へ運ばれるようになる。
明治36 - 37年の日露戦争を契機として、国内の経済活動が活発化するにつれて木材需要が増加した。国家財政に役立てる意味から国の直営による木材生産を行うことが求められ、1905年（明治38年）には当時最大と言われた青森貯木場が完成し、翌年には全国初の官営製材所として青森製材所が設置された。計画的な林業経営を確立するためには木材の安定した供給が不可欠であり、津軽半島の豊富な木材をいかに効率的に青森市へ集めるかが課題であった。その切り札となったのが森林鉄道の導入であった。

## 歴史
津軽森林鉄道建設に当たっては、土木主任技師二宮英夫の設計指導の下、次の2つの路線案が立てられた。
(1) 石川越
木材の蓄積量が最も豊富で、しかも利用困難だった内真部（うちまんぺ）、金木、中里の国有林の利活用を図るため、内真部海岸から喜良市貯木場までの24kmを直線的に結び、喜良市から中里までの支線8kmを設置する計画。
(2) 六郎越
青森貯木場を起点として津軽半島を北上し、蟹田で向きを西に変え、津軽半島の中央山脈を「相の股隧道」と「六郎隧道」の2つのトンネルで抜け、十三湖畔の今泉で向きを南に変え、喜良市貯木場へ至る全長67kmの計画。
以上2つの案を検討した結果、利用区域の拡大と、機関車の能力を主眼として、「六郎越」の採用が決定した。
津軽森林鉄道の工事は1906年（明治39年）6月に始まり、3区間に分けて実施された。蟹田-薄市間が最も早く、1906年（明治39年）に始まり1908年に完成した。続いて、薄市-喜良市貯木場間が1907年（明治40年）に着工され1909年に完成、青森貯木場 - 蟹田間が1908年（明治41年）に着工され、1909年に完成した。
この間、1907年（明治40年）、ライマ社製シェイギヤード（シェイ式12.8tボギー式蒸気機関車）1両が蟹田に陸揚げされて組み立てられ、鉄道建設資材の運搬に使用された。
3年半の歳月と62万円（現在の価値で約23億円）の費用を要し、1909年（明治42年）11月30日に工事が完了、同年12月20日に開通式が行われた。
その後、この幹線を中心に多数の支線が建設され、津軽半島一帯に一大森林鉄道網が形成された。
1909年（明治42年）に、ボールドウィン社製10tB1リアタンク機関車3両を購入し、1910年（明治43年）5月から津軽森林鉄道の本格運用が開始された。
運行期間は毎年4月下旬から11月までで、冬期間は積雪のため運行を休止した。また、津軽森林鉄道が開通した当時、津軽半島の道路、鉄道は全く整備されていない状態であり、沿線住民の貴重な足ともなった。
津軽森林鉄道の木材輸送量は、1914年（大正3年）に年間で70,851立方メートルと最高を記録し、1916年（大正5年）には機関車5両、運材貨車308両を数えた。その後、昭和初期の経済恐慌を経て1938年（昭和13年）には第二のピークを迎えたが、第二次世界大戦の激化により減少した。
戦後の経済復興期の木材需要の増大に伴い、1951年（昭和26年）には津軽森林鉄道の本線と支線を合わせて、蒸気機関車10両、ガソリン機関車24両、運材貨車1052両と過去最大数を記録したが、1955年（昭和30年）頃からは全国的に自動車による材木輸送がめざましく発達し、森林鉄道による木材輸送量は極端に落ち込むようになった。森林鉄道の自動車道への改良工事が行われるようになり、森林鉄道は急激に衰退した。このような時代の流れの中で、1967年（昭和42年）11月、津軽森林鉄道の幹線は58年に及ぶ歴史に幕を閉じた。
その後も一部の支線の運行は続けられたが、1970年（昭和45年）に全ての支線が廃止された。

## 保存車両
現在、内燃機関車（中泊町資料館）、客車「あすなろ号」（青森市森林博物館）のほか、金木歴史民俗資料館に当時の車両が静態保存されている。

## 廃線跡の状況
青森市沖舘地区の国道280号小浜団地交差点付近から羽白地区国道280号油川バイパス交差点間は、周辺に住宅街があるほか、青森駅西口から油川・羽白・岡町地区への抜け道として青森市が管理する道路として転用されている。
そのうち沖舘地区の一部区間は当時の線路敷地幅がそのまま道路となっており、付近の住民からは「トロッコ通り」と称されている。
このほか、津軽半島山中にあった支線の跡や周辺に林道が一部通っている。そこから藪を分け入るなどすると、スイッチバック跡を含む廃線や使われなくなった鉄道橋、トンネルなどが見られる場所もある。相ノ股隧道（旧喜良市川支線・相ノ股線）が2018年に崩落するなど劣化も進んでいるが、地元住民らによる保存運動も行われている。片刈石ヒバ木橋（旧片刈石支線）、小田川ガーター橋（旧小田川支線）は林業遺産に認定されている）。